# Roš chodeš
Roš chodeš (hebrejsky ראש חודש‎, doslova „hlava měsíce“) je označení pro první den židovského měsíce. Užívá se též slova novoluní. Jeho slavení je příkazem z Tóry a datuje se od prvního dne měsíce nisan, který byl čtrnáctý den před odchodem židů z Egypta. Stalo se tak poté, co Bůh přikázal Mojžíšovi, aby vyhlásil novoluní.

## Původ svátku
Velký význam měl Roš chodeš zejména v dobách existence Chrámu. Správné určení novoluní je totiž nezbytným předpokladem, že veškeré svátky a slavnosti přikázané Hospodinem v Tóře proběhnou přesně ve stanovený čas – mo'ed. Ustanovení novoluní tedy nebylo rozhodně bráno na lehkou váhu.
V dobách Chrámu vyhlašoval Roš chodeš nejvyšší rabínský soudní dvůr – Sanhedrin. Vyhlašoval jej na základě svědectví alespoň dvou důvěryhodných svědků, kteří se dostavili do Chrámu, když spatřili první srpek nového měsíce, po uplynutí 29 dnů od minulého Roš chodeš. Svědkové byli vyslechnuti a byli-li způsobilí a jejich svědectví shledáno důvěryhodným, byl ten den vyhlášen za začátek nového měsíce a v Chrámu byly přineseny předepsané oběti. Zpráva o vyhlášení nového měsíce byla z Chrámu co nejrychleji předávána dál do všech míst v Izraeli. V případě, že se svědkové během 30. dne měsíce nedostavili (mohlo se tak stát například díky špatným povětrnostním podmínkám), musel Sanhedrin vyhlásit Roš chodeš až následující den. Později se v Izraeli prosadil názor, že se Roš chodeš bude slavit vždy 30. den měsíce a svědkové potvrdí nález srpku měsíce až dodatečně, když se svědkové nedostavili, slavil se i den následující.
Ve 4. století byla situace v Izraeli pro židy velmi špatná a babylónské židovstvo získávalo stále větší autoritu. Patriarcha Hilel II. stál před osobním rozhodnutím ponechat si významnou funkci ve svých rukách (a riskovat, že se určování novoluní dostane do problémů), nebo se této funkce vzdát a tím ustanovení novoluní zachránit. Tehdy došlo k fixaci kalendáře a od té doby se Roš chodeš vyhlašoval na různých místech, nejen v Jeruzalémě. Hilelovo rozhodnutí bylo později historiky ohodnoceno jako velmi prozíravé. Během fixace zároveň byly provedeny určité úpravy, takže například Jom kipur nemůže nikdy připadnout na neděli apod.
Některé měsíce mají dva, jiné jeden den novoluní. Obecně platí pravidlo, že plné měsíce mají 30 dní, zkrácené 29. Plnými měsíci jsou vždy tišri, ševat, nisan, sivan, av – tedy měsíce s významnými svátky. Je to pozůstatek starověkého jeruzalémského zvyku, kde bylo zvykem slavit 30. den končícího měsíce jako Roš chodeš s nadějí, že nezbytní svědkové novoluní dorazí včas. Kvůli drobným korekcím mohou být plnými měsíci i chešvan a kislev.
Roš chodeš měsíce tišri se neslaví ani neohlašuje, namísto toho se 1. (a 2.) tišri slaví svátek Roš ha-šana. Následné požehnání měsíce se ale v tišri provádí stejně jako v jiných měsících.

## Liturgie
V dobách existence Chrámu se o Roš chodeš přinášely kromě pravidelných obětí i předepsané přídavné oběti, kterými započalo následující počítání. Po zničení Chrámu byly tyto oběti nahrazeny modlitbou (Musaf).
Hlavním rysem synagogální liturgie je recitace zkráceného (tzv. polovičního) Halelu a čtení z Tóry (Numeri 28, 1-15) pro čtyři osoby. Během ranní modlitby si věřící pokládají tfilin jako ve všední den, před přídavnou modlitbou pro novoluní si je ovšem sundavají. Na Roš chodeš se také nevztahují zákazy týkající se práce – je dovoleno nakupovat, zapalovat oheň i cestovat; neuplatňují se ani omezení předepsaná pro „všední den svátku“ (chol ha-mo'ed). Oproti běžnému všednímu dnu je však zakázáno se postit a z liturgie se vypouštějí modlitby vyjadřující pokání a starost (tachanun, viduj, Žalm 20).
Připadne-li Roš chodeš na šabat, platí zákaz práce jako o šabatu. Během ranní modlitby se čte poloviční halel a v synagoze se čte ze dvou svitků Tóry: z prvního čte sedm volaných týdenní oddíl pro příslušný šabat a z druhého maftir výše zmíněný oddíl o obětech pro Roš chodeš následovaný speciální haftarou. Přídavná modlitba (musaf) se čte ve verzi, která zmiňuje přídavné oběti pro šabat i pro Roš chodeš.
V pravidelných denních i šabatových modlitbách (nikoli ovšem v musafu) se během Amidy přidává odstavec Ja'ale ve-javo (Nechť vstane a přijde). Tentýž text se přidává i do Birkat ha-mazon (požehnání po jídle). Do všedních i šabatových modliteb se zařazuje Žalm 104, přesné umístění v liturgii se v různých tradicích liší. Bývá zvykem po bohoslužbě popřát „chodeš tov“ – dobrý měsíc.